# Europarlamentari della III legislatura
Gli europarlamentari della III legislatura, eletti a seguito delle elezioni europee del 1989, sono stati i seguenti.

## Composizione storica
| Europarlamentare                           | Stato       | Lista                                                                      | Gruppo |
| ------------------------------------------ | ----------- | -------------------------------------------------------------------------- | ------ |
| Gordon J. Adam                             | Regno Unito | Partito Laburista                                                          | SOC    |
| Maria Adelaide Aglietta                    | Italia      | Verdi Arcobaleno                                                           | GV     |
| Sylviane Ainardi                           | Francia     | Partito Comunista Francese                                                 | CG     |
| Alexandros Alavanos                        | Grecia      | Synaspismós                                                                | CG     |
| Siegbert Alber                             | Germania    | Unione Cristiano-Democratica di Germania                                   | PPE    |
| Jean-Marie Alexandre                       | Francia     | Maggioranza di Progresso per l'Europa (Partito Socialista)                 | SOC    |
| Claude Allègre                             | Francia     | Maggioranza di Progresso per l'Europa (Partito Socialista)                 | SOC    |
| Michèle Alliot-Marie                       | Francia     | Unione UDF-RPR (Raggruppamento per la Repubblica)                          | ADE    |
| José Álvarez De Paz                        | Spagna      | Partito Socialista Operaio Spagnolo                                        | SOC    |
| Rui Amaral                                 | Portogallo  | Partito Social Democratico                                                 | LDR    |
| Gianfranco Amendola                        | Italia      | Federazione delle Liste Verdi                                              | GV     |
| Georgios Anastassopoulos                   | Grecia      | Nuova Democrazia                                                           | PPE    |
| Niall Andrews                              | Irlanda     | Fianna Fáil                                                                | ADE    |
| Didier H.M.F. Anger                        | Francia     | I Verdi                                                                    | GV     |
| Bernard Antony                             | Francia     | Fronte Nazionale                                                           | GTDE   |
| Víctor Manuel Arbeloa Muru                 | Spagna      | Partito Socialista Operaio Spagnolo                                        | SOC    |
| Miguel Arias Cañete                        | Spagna      | Partito Popolare                                                           | PPE    |
| Marie-Christine Aulas                      | Francia     | I Verdi                                                                    | GV     |
| Claude Autant-Lara                         | Francia     | Fronte Nazionale                                                           | GTDE   |
| Paraskevas Avgerinos                       | Grecia      | Movimento Socialista Panellenico                                           | SOC    |
| Gianni Baget Bozzo                         | Italia      | Partito Socialista Italiano                                                | SOC    |
| Richard A. Balfe                           | Regno Unito | Partito Laburista                                                          | SOC    |
| Juan María Bandrés Molet                   | Spagna      | Sinistra dei Popoli (Euskadiko Ezkerra)                                    | GV     |
| Mary Elizabeth Banotti                     | Irlanda     | Fine Gael                                                                  | PPE    |
| Enrique Barón Crespo                       | Spagna      | Partito Socialista Operaio Spagnolo                                        | SOC    |
| José Barros Moura                          | Portogallo  | Coalizione Democratica Unitaria (Partito Comunista Portoghese)             | CG     |
| Roger Barton                               | Regno Unito | Partito Laburista                                                          | SOC    |
| Michèle Barzach                            | Francia     | Unione UDF-RPR (Raggruppamento per la Repubblica)                          | ADE    |
| Roberto Barzanti                           | Italia      | Partito Comunista Italiano                                                 | GUE    |
| Charles E. Baur                            | Francia     | Unione UDF-RPR (Unione per la Democrazia Francese - PSD)                   | LDR    |
| Christopher Beazley                        | Regno Unito | Partito Conservatore                                                       | DE     |
| Peter Beazley                              | Regno Unito | Partito Conservatore                                                       | DE     |
| Luis Filipe Pais Beirôco                   | Portogallo  | Centro Democratico Sociale                                                 | PPE    |
| Maria Belo                                 | Portogallo  | Partito Socialista                                                         | SOC    |
| Jean-Paul Benoit                           | Francia     | Maggioranza di Progresso per l'Europa (Partito Socialista)                 | SOC    |
| Pierre Bernard-Reymond                     | Francia     | Centro per l'Europa (Centro dei Democratici Sociali)                       | PPE    |
| Jan Willem Bertens                         | Paesi Bassi | Democratici 66                                                             | LDR    |
| The Lord Nicholas Bethell                  | Regno Unito | Partito Conservatore                                                       | DE     |
| Vincenzo Bettiza                           | Italia      | Partito Socialista Italiano                                                | SOC    |
| Bouke Beumer                               | Paesi Bassi | Appello Cristiano Democratico                                              | PPE    |
| Rosaria Bindi                              | Italia      | Democrazia Cristiana                                                       | PPE    |
| John A.W. Bird                             | Regno Unito | Partito Laburista                                                          | SOC    |
| Birgit Bjørnvig                            | Danimarca   | Movimento Popolare contro la CE                                            | ARC    |
| Freddy Blak                                | Danimarca   | Socialdemocratici                                                          | SOC    |
| Neil Blaney                                | Irlanda     | Indipendente                                                               | ARC    |
| Yvan M. Blot                               | Francia     | Fronte Nazionale                                                           | GTDE   |
| Reinhold L. Bocklet                        | Germania    | Unione Cristiano-Sociale in Baviera                                        | PPE    |
| Pedro Bofill Abeilhe                       | Spagna      | Partito Socialista Operaio Spagnolo                                        | SOC    |
| Reimer Böge                                | Germania    | Unione Cristiano-Democratica di Germania                                   | PPE    |
| Alain Bombard                              | Francia     | Maggioranza di Progresso per l'Europa (Partito Socialista)                 | SOC    |
| Jens-Peter Bonde                           | Danimarca   | Movimento Popolare contro la CE                                            | ARC    |
| Andrea Bonetti                             | Italia      | Democrazia Cristiana                                                       | PPE    |
| Rinaldo Bontempi                           | Italia      | Partito Comunista Italiano                                                 | GUE    |
| Franco Borgo                               | Italia      | Democrazia Cristiana                                                       | PPE    |
| Jean-Louis Borloo                          | Francia     | Centro per l'Europa (Indipendente)                                         | NI     |
| Jean-Louis Bourlanges                      | Francia     | Centro per l'Europa (Indipendente)                                         | PPE    |
| David Robert Bowe                          | Regno Unito | Partito Laburista                                                          | SOC    |
| Hiltrud Breyer                             | Germania    | Alleanza 90/I Verdi                                                        | GV     |
| Yvon Briant                                | Francia     | Unione UDF-RPR (Centro Nazionale degli Indipendenti)                       | ADE    |
| Elmar Brok                                 | Germania    | Unione Cristiano-Democratica di Germania                                   | PPE    |
| Carlos María Bru Purón                     | Spagna      | Partito Socialista Operaio Spagnolo                                        | SOC    |
| Janey O'Neil Buchan                        | Regno Unito | Partito Laburista                                                          | SOC    |
| Martine Buron                              | Francia     | Maggioranza di Progresso per l'Europa (Partito Socialista)                 | SOC    |
| Pío Cabanillas Gallas                      | Spagna      | Partito Popolare                                                           | PPE    |
| Jesús Cabezón Alonso                       | Spagna      | Partito Socialista Operaio Spagnolo                                        | SOC    |
| Rafael Calvo Ortega                        | Spagna      | Centro Democratico e Sociale                                               | LDR    |
| Juan José De La Cámara Martínez            | Spagna      | Partito Socialista Operaio Spagnolo                                        | SOC    |
| Pedro Manuel Canavarro                     | Portogallo  | Partito Socialista                                                         | SOC    |
| Eusebio Cano Pinto                         | Spagna      | Partito Socialista Operaio Spagnolo                                        | SOC    |
| António Capucho                            | Portogallo  | Partito Social Democratico                                                 | LDR    |
| Antonio Cariglia                           | Italia      | Partito Socialista Democratico Italiano                                    | SOC    |
| Pierre Carniti                             | Italia      | Partito Socialista Italiano                                                | SOC    |
| Carlos Carvalhas                           | Portogallo  | Coalizione Democratica Unitaria (Partito Comunista Portoghese)             | CG     |
| José Vicente Carvalho Cardoso              | Portogallo  | Centro Democratico Sociale                                                 | PPE    |
| Carlo Casini                               | Italia      | Democrazia Cristiana                                                       | PPE    |
| José Ramón Caso Garcia                     | Spagna      | Centro Democratico e Sociale                                               | LDR    |
| Maria Luisa Cassanmagnago Cerretti         | Italia      | Democrazia Cristiana                                                       | PPE    |
| Bryan M.D. Cassidy                         | Regno Unito | Partito Conservatore                                                       | DE     |
| Luciana Castellina                         | Italia      | Partito Comunista Italiano                                                 | GUE    |
| Anna Catasta                               | Italia      | Partito Comunista Italiano                                                 | GUE    |
| Sir Fred Catherwood                        | Regno Unito | Partito Conservatore                                                       | DE     |
| Gérard Caudron                             | Francia     | Maggioranza di Progresso per l'Europa (Partito Socialista)                 | SOC    |
| Adriana Ceci                               | Italia      | Partito Comunista Italiano                                                 | GUE    |
| Pierre M.A. Ceyrac                         | Francia     | Fronte Nazionale                                                           | GTDE   |
| Henry Chabert                              | Francia     | Unione UDF-RPR (Raggruppamento per la Repubblica)                          | ADE    |
| Raphaël M.G. Chanterie                     | Belgio      | Partito Popolare Cristiano                                                 | PPE    |
| Claude Cheysson                            | Francia     | Maggioranza di Progresso per l'Europa (Partito Socialista)                 | SOC    |
| Mauro Chiabrando                           | Italia      | Democrazia Cristiana                                                       | PPE    |
| Frode Nør Christensen                      | Danimarca   | Democratici di Centro                                                      | PPE    |
| Ib Christensen                             | Danimarca   | Movimento Popolare contro la CE                                            | ARC    |
| Ejner Hovgård Christiansen                 | Danimarca   | Socialdemocratici                                                          | SOC    |
| Efthymios Christodoulou                    | Grecia      | Nuova Democrazia                                                           | PPE    |
| Kenneth Coates                             | Regno Unito | Partito Laburista                                                          | SOC    |
| Yves Cochet                                | Francia     | I Verdi                                                                    | GV     |
| António Antero Coimbra Martins             | Portogallo  | Partito Socialista                                                         | SOC    |
| Luigi Alberto Colajanni                    | Italia      | Partito Comunista Italiano                                                 | GUE    |
| Juan Luis Colino Salamanca                 | Spagna      | Partito Socialista Operaio Spagnolo                                        | SOC    |
| Kenneth D. Collins                         | Regno Unito | Partito Laburista                                                          | SOC    |
| Emilio Colombo                             | Italia      | Democrazia Cristiana                                                       | PPE    |
| Joan Colom i Naval                         | Spagna      | Partito Socialista Operaio Spagnolo                                        | SOC    |
| Felice Contu                               | Italia      | Democrazia Cristiana                                                       | PPE    |
| Patrick Mark Cooney                        | Irlanda     | Fine Gael                                                                  | PPE    |
| Petrus A.M. Cornelissen                    | Paesi Bassi | Appello Cristiano Democratico                                              | PPE    |
| Jean-Pierre Cot                            | Francia     | Maggioranza di Progresso per l'Europa (Partito Socialista)                 | SOC    |
| Pat Cox                                    | Irlanda     | Democratici Progressisti                                                   | LDR    |
| Birgit Cramon Daiber                       | Germania    | Alleanza 90/I Verdi                                                        | GV     |
| Peter Duncan Crampton                      | Regno Unito | Partito Laburista                                                          | SOC    |
| João Cravinho                              | Portogallo  | Partito Socialista                                                         | SOC    |
| Baroness Christine M. Crawley              | Regno Unito | Partito Laburista                                                          | SOC    |
| Bettino Craxi                              | Italia      | Partito Socialista Italiano                                                | SOC    |
| Artur Da Cunha Oliveira                    | Portogallo  | Partito Socialista                                                         | SOC    |
| John Walls Cushnahan                       | Irlanda     | Fine Gael                                                                  | PPE    |
| Joachim Dalsass                            | Italia      | Südtiroler Volkspartei                                                     | PPE    |
| Margaret E. Daly                           | Regno Unito | Partito Conservatore                                                       | DE     |
| Hedy d'Ancona                              | Paesi Bassi | Partito del Lavoro                                                         | SOC    |
| Pieter Dankert                             | Paesi Bassi | Partito del Lavoro                                                         | SOC    |
| Wayne David                                | Regno Unito | Partito Laburista                                                          | SOC    |
| Willy C.E.H. De Clercq                     | Belgio      | Partito della Libertà e del Progresso                                      | LDR    |
| Jean P.M.O.G. Defraigne                    | Belgio      | Partito Riformatore Liberale                                               | LDR    |
| Biagio De Giovanni                         | Italia      | Partito Comunista Italiano                                                 | GUE    |
| Karel De Gucht                             | Belgio      | Partito della Libertà e del Progresso                                      | LDR    |
| Marie-José Denys                           | Francia     | Maggioranza di Progresso per l'Europa (Partito Socialista)                 | SOC    |
| Cesare De Piccoli                          | Italia      | Partito Comunista Italiano                                                 | GUE    |
| Gérard Deprez                              | Belgio      | Partito Sociale Cristiano                                                  | PPE    |
| Proinsias De Rossa                         | Irlanda     | Partito dei Lavoratori                                                     | CG     |
| Claude J.-M.J. Desama                      | Belgio      | Partito Socialista                                                         | SOC    |
| Barry Desmond                              | Irlanda     | Partito Laburista                                                          | SOC    |
| Dimitrios Dessylas                         | Grecia      | Synaspismós                                                                | CG     |
| Lorenzo De Vitto                           | Italia      | Democrazia Cristiana                                                       | PPE    |
| Gijs M. De Vries                           | Paesi Bassi | Partito Popolare per la Libertà e la Democrazia                            | LDR    |
| Carmen Díez de Rivera Icaza                | Spagna      | Partito Socialista Operaio Spagnolo                                        | SOC    |
| Karel Dillen                               | Belgio      | Blocco Fiammingo                                                           | GTDE   |
| Elio Di Rupo                               | Belgio      | Partito Socialista                                                         | SOC    |
| Mireille Conception Domenech               | Francia     | Partito Comunista Francese                                                 | CG     |
| Teresa Domingo Segarra                     | Spagna      | Sinistra Unita                                                             | GUE    |
| François-Xavier G.M.J.C.H. de Donnea       | Belgio      | Partito Riformatore Liberale                                               | LDR    |
| Alan John Donnelly                         | Regno Unito | Partito Laburista                                                          | SOC    |
| Philippe J.G. Douste-Blazy                 | Francia     | Centro per l'Europa (Centro dei Democratici Sociali)                       | PPE    |
| Bárbara Dührkop                            | Spagna      | Partito Socialista Operaio Spagnolo                                        | SOC    |
| Raymonde Dury                              | Belgio      | Partito Socialista                                                         | SOC    |
| Maurice Duverger                           | Italia      | Partito Comunista Italiano                                                 | GUE    |
| James Elles                                | Regno Unito | Partito Conservatore                                                       | DE     |
| Michael N. Elliott                         | Regno Unito | Partito Laburista                                                          | SOC    |
| Vassilis Ephremidis                        | Grecia      | Synaspismós                                                                | CG     |
| Brigitte Ernst de la Graete                | Belgio      | Ecolo                                                                      | GV     |
| Arturo Juan Escuder Croft                  | Spagna      | Partito Popolare                                                           | PPE    |
| Nicolas Estgen                             | Lussemburgo | Partito Popolare Cristiano Sociale                                         | PPE    |
| Winifred M. Ewing                          | Regno Unito | Partito Nazionale Scozzese                                                 | ARC    |
| Laurent Fabius                             | Francia     | Maggioranza di Progresso per l'Europa (Partito Socialista)                 | SOC    |
| Alexander C. Falconer                      | Regno Unito | Partito Laburista                                                          | SOC    |
| Enrico Falqui                              | Italia      | Federazione delle Liste Verdi                                              | GV     |
| Antonio Fantini                            | Italia      | Democrazia Cristiana                                                       | PPE    |
| Giulio Fantuzzi                            | Italia      | Partito Comunista Italiano                                                 | GUE    |
| Ben Fayot                                  | Lussemburgo | Partito Operaio Socialista Lussemburghese                                  | SOC    |
| Gerardo Fernández-Albor                    | Spagna      | Partito Popolare                                                           | PPE    |
| Solange Fernex                             | Francia     | I Verdi                                                                    | GV     |
| Giuliano Ferrara                           | Italia      | Partito Socialista Italiano                                                | SOC    |
| Concepció Ferrer                           | Spagna      | Convergenza e Unione (Unione Democratica di Catalogna)                     | PPE    |
| Enrico Ferri                               | Italia      | Partito Socialista Democratico Italiano                                    | SOC    |
| Gianfranco Fini                            | Italia      | Movimento Sociale Italiano - Destra Nazionale                              | NI     |
| Gene Fitzgerald                            | Irlanda     | Fianna Fáil                                                                | ADE    |
| James (Jim) Fitzsimons                     | Irlanda     | Fianna Fáil                                                                | ADE    |
| Colette Flesch                             | Lussemburgo | Partito Democratico                                                        | LDR    |
| Karl-Heinz Florenz                         | Germania    | Unione Cristiano-Democratica di Germania                                   | PPE    |
| Nicole Fontaine                            | Francia     | Centro per l'Europa (Centro dei Democratici Sociali)                       | PPE    |
| Glyn Ford                                  | Regno Unito | Partito Laburista                                                          | SOC    |
| Arnaldo Forlani                            | Italia      | Democrazia Cristiana                                                       | PPE    |
| Roberto Formigoni                          | Italia      | Democrazia Cristiana                                                       | PPE    |
| Mario Forte                                | Italia      | Democrazia Cristiana                                                       | PPE    |
| Ingo Friedrich                             | Germania    | Unione Cristiano-Sociale in Baviera                                        | PPE    |
| Gérard R.P. Fuchs                          | Francia     | Maggioranza di Progresso per l'Europa (Partito Socialista)                 | SOC    |
| Honor Funk                                 | Germania    | Unione Cristiano-Democratica di Germania                                   | PPE    |
| Gerardo Gaibisso                           | Italia      | Democrazia Cristiana                                                       | PPE    |
| Yves A.R. Galland                          | Francia     | Unione UDF-RPR (Partito Radicale)                                          | LDR    |
| Marc Galle                                 | Belgio      | Partito Socialista Differente                                              | SOC    |
| Giulio Cesare Gallenzi                     | Italia      | Democrazia Cristiana                                                       | PPE    |
| Max Gallo                                  | Francia     | Maggioranza di Progresso per l'Europa (Partito Socialista)                 | SOC    |
| Juan Antonio Gangoiti Llaguno              | Spagna      | Coalizione Nazionalista (Partito Nazionalista Basco)                       | NI     |
| Juan Carlos Garaikoetxea Urriza            | Spagna      | Per l'Europa dei Popoli (Eusko Alkartasuna)                                | ARC    |
| Vasco Garcia                               | Portogallo  | Partito Social Democratico                                                 | LDR    |
| Manuel García Amigo                        | Spagna      | Partito Popolare                                                           | PPE    |
| Ludivina García Arias                      | Spagna      | Partito Socialista Operaio Spagnolo                                        | SOC    |
| Carles-Alfred Gasòliba i Böhm              | Spagna      | Convergenza e Unione (Convergenza Democratica di Catalogna)                | LDR    |
| Jas Gawronski                              | Italia      | PLI - PRI - Federalisti (Partito Repubblicano Italiano)                    | LDR    |
| Marietta Giannakou                         | Grecia      | Nuova Democrazia                                                           | PPE    |
| José María Gil-Robles Gil-Delgado          | Spagna      | Partito Popolare                                                           | PPE    |
| Valéry Giscard d'Estaing                   | Francia     | Unione UDF-RPR (Unione per la Democrazia Francese)                         | LDR    |
| Ernest Glinne                              | Belgio      | Partito Socialista                                                         | SOC    |
| Willi Görlach                              | Germania    | Partito Socialdemocratico di Germania                                      | SOC    |
| Bruno Gollnisch                            | Francia     | Fronte Nazionale                                                           | GTDE   |
| Fernando Manuel Santos Gomes               | Portogallo  | Partito Socialista                                                         | SOC    |
| Giovanni Goria                             | Italia      | Democrazia Cristiana                                                       | PPE    |
| Friedrich-Wilhelm Graefe zu Baringdorf     | Germania    | Alleanza 90/I Verdi                                                        | GV     |
| Pauline Green                              | Regno Unito | Partito Laburista                                                          | SOC    |
| Maxime François Gremetz                    | Francia     | Partito Comunista Francese                                                 | CG     |
| Lissy Gröner                               | Germania    | Partito Socialdemocratico di Germania                                      | SOC    |
| Johanna-Christina Grund                    | Germania    | I Repubblicani                                                             | GTDE   |
| Francesco Guidolin                         | Italia      | Democrazia Cristiana                                                       | PPE    |
| François Guillaume                         | Francia     | Unione UDF-RPR (Raggruppamento per la Repubblica)                          | ADE    |
| Antoni Gutiérrez Díaz                      | Spagna      | Sinistra Unita                                                             | GUE    |
| Klaus Hänsch                               | Germania    | Partito Socialdemocratico di Germania                                      | SOC    |
| José H.G. Happart                          | Belgio      | Partito Socialista                                                         | SOC    |
| Lyndon H.A. Harrison                       | Regno Unito | Partito Laburista                                                          | SOC    |
| Fernand H.J. Herman                        | Belgio      | Partito Sociale Cristiano                                                  | PPE    |
| Anna (An) M.A. Hermans                     | Belgio      | Partito Popolare Cristiano                                                 | PPE    |
| Robert E.V. Hersant                        | Francia     | Unione UDF-RPR (Unione per la Democrazia Francese)                         | LDR    |
| Philippe A.R. Herzog                       | Francia     | Partito Comunista Francese                                                 | CG     |
| Michael J. Hindley                         | Regno Unito | Partito Laburista                                                          | SOC    |
| Magdalene Hoff                             | Germania    | Partito Socialdemocratico di Germania                                      | SOC    |
| Martin Holzfuss                            | Germania    | Partito Liberale Democratico                                               | LDR    |
| Geoffrey W. Hoon                           | Regno Unito | Partito Laburista                                                          | SOC    |
| Karsten Friedrich Hoppenstedt              | Germania    | Unione Cristiano-Democratica di Germania                                   | PPE    |
| Jean-François Hory                         | Francia     | Maggioranza di Progresso per l'Europa (Movimento dei Radicali di Sinistra) | SOC    |
| Paul F. Howell                             | Regno Unito | Partito Conservatore                                                       | DE     |
| Stephen Hughes                             | Regno Unito | Partito Laburista                                                          | SOC    |
| John Hume                                  | Regno Unito | Partito Social Democratico e Laburista                                     | SOC    |
| Franco Iacono                              | Italia      | Partito Socialista Italiano                                                | SOC    |
| Renzo Imbeni                               | Italia      | Partito Comunista Italiano                                                 | GUE    |
| The Lord Inglewood                         | Regno Unito | Partito Conservatore                                                       | DE     |
| Antonio Iodice                             | Italia      | Democrazia Cristiana                                                       | PPE    |
| John Iversen                               | Danimarca   | Partito Popolare Socialista                                                | GUE    |
| María Izquierdo Rojo                       | Spagna      | Partito Socialista Operaio Spagnolo                                        | SOC    |
| Caroline Jackson                           | Regno Unito | Partito Conservatore                                                       | DE     |
| Christopher Murray Jackson                 | Regno Unito | Partito Conservatore                                                       | DE     |
| Erhard V. Jakobsen                         | Danimarca   | Democratici di Centro                                                      | PPE    |
| James L. Janssen van Raay                  | Paesi Bassi | Appello Cristiano Democratico                                              | PPE    |
| Kirsten M. Jensen                          | Danimarca   | Socialdemocratici                                                          | SOC    |
| Marie Jepsen                               | Danimarca   | Partito Popolare Conservatore                                              | DE     |
| Claire Joanny                              | Francia     | I Verdi                                                                    | GV     |
| Karin Junker                               | Germania    | Partito Socialdemocratico di Germania                                      | SOC    |
| Alain Juppé                                | Francia     | Unione UDF-RPR (Raggruppamento per la Repubblica)                          | ADE    |
| Edward T. Kellett-Bowman                   | Regno Unito | Partito Conservatore                                                       | DE     |
| Hedwig Keppelhoff-Wiechert                 | Germania    | Unione Cristiano-Democratica di Germania                                   | PPE    |
| Mark Killilea                              | Irlanda     | Fianna Fáil                                                                | ADE    |
| Egon Klepsch                               | Germania    | Unione Cristiano-Democratica di Germania                                   | PPE    |
| Heinz Fritz Köhler                         | Germania    | Partito Socialdemocratico di Germania                                      | SOC    |
| Klaus-Peter Köhler                         | Germania    | I Repubblicani                                                             | GTDE   |
| Niels Anker Kofoed                         | Danimarca   | Venstre                                                                    | LDR    |
| Sotiris Kostopoulos                        | Grecia      | Movimento Socialista Panellenico                                           | SOC    |
| Robert Ernest Krieps                       | Lussemburgo | Partito Operaio Socialista Lussemburghese                                  | SOC    |
| Jeannou Lacaze                             | Francia     | Unione UDF-RPR (Centro Nazionale degli Indipendenti)                       | LDR    |
| Efstathios Lagakos                         | Grecia      | Nuova Democrazia                                                           | PPE    |
| Lelio Lagorio                              | Italia      | Partito Socialista Italiano                                                | SOC    |
| (Paddy) Patrick Joseph Lalor               | Irlanda     | Fianna Fáil                                                                | ADE    |
| Giorgio La Malfa                           | Italia      | PLI - PRI - Federalisti (Partito Repubblicano Italiano)                    | LDR    |
| Alain Lamassoure                           | Francia     | Unione UDF-RPR (Unione per la Democrazia Francese)                         | LDR    |
| Panayotis Lambrias                         | Grecia      | Nuova Democrazia                                                           | PPE    |
| Patrick Lane                               | Irlanda     | Fianna Fáil                                                                | ADE    |
| Alexander Langer                           | Italia      | Federazione delle Liste Verdi                                              | GV     |
| Horst Langes                               | Germania    | Unione Cristiano-Democratica di Germania                                   | PPE    |
| Paul A.A.J.G. Lannoye                      | Belgio      | Ecolo                                                                      | GV     |
| Antonio La Pergola                         | Italia      | Partito Socialista Italiano                                                | SOC    |
| Jessica Larive                             | Paesi Bassi | Partito Popolare per la Libertà e la Democrazia                            | LDR    |
| Nereo Laroni                               | Italia      | Partito Socialista Italiano                                                | SOC    |
| Pierre Lataillade                          | Francia     | Unione UDF-RPR (Raggruppamento per la Repubblica)                          | ADE    |
| Jean-Marie Le Chevallier                   | Francia     | Fronte Nazionale                                                           | GTDE   |
| Martine Lehideux                           | Francia     | Fronte Nazionale                                                           | GTDE   |
| Gerd Ludwig Lemmer                         | Germania    | Unione Cristiano-Democratica di Germania                                   | PPE    |
| Marlene Lenz                               | Germania    | Unione Cristiano-Democratica di Germania                                   | PPE    |
| Jean-Marie Le Pen                          | Francia     | Fronte Nazionale                                                           | GTDE   |
| Salvatore Lima                             | Italia      | Democrazia Cristiana                                                       | PPE    |
| Rolf Linkohr                               | Germania    | Partito Socialdemocratico di Germania                                      | SOC    |
| Dionysios Livanos                          | Grecia      | Movimento Socialista Panellenico                                           | SOC    |
| Carmen Llorca Vilaplana                    | Spagna      | Partito Popolare                                                           | PPE    |
| Calogero Lo Giudice                        | Italia      | Democrazia Cristiana                                                       | PPE    |
| Alfred Lomas                               | Regno Unito | Partito Laburista                                                          | SOC    |
| Francisco António Lucas Pires              | Portogallo  | CDS - Partito Popolare                                                     | PPE    |
| Günter Lüttge                              | Germania    | Partito Socialdemocratico di Germania                                      | SOC    |
| Astrid Lulling                             | Lussemburgo | Partito Popolare Cristiano Sociale                                         | PPE    |
| Rudolf Luster                              | Germania    | Unione Cristiano-Democratica di Germania                                   | PPE    |
| Alain Madelin                              | Francia     | Unione UDF-RPR (Partito Repubblicano)                                      | LDR    |
| Maria Magnani Noya                         | Italia      | Partito Socialista Italiano                                                | SOC    |
| Thomas Joseph Maher                        | Irlanda     | Indipendente                                                               | LDR    |
| Gepa Maibaum                               | Germania    | Partito Socialdemocratico di Germania                                      | SOC    |
| Hanja Maij-Weggen                          | Paesi Bassi | Appello Cristiano Democratico                                              | PPE    |
| Kurt Malangré                              | Germania    | Unione Cristiano-Democratica di Germania                                   | PPE    |
| Christian De La Malène                     | Francia     | Unione UDF-RPR (Raggruppamento per la Repubblica)                          | ADE    |
| Claude Malhuret                            | Francia     | Unione UDF-RPR (Partito Repubblicano)                                      | LDR    |
| Pol M.E.E. Marck                           | Belgio      | Partito Popolare Cristiano                                                 | PPE    |
| Luís Marinho                               | Portogallo  | Partito Socialista                                                         | SOC    |
| Alain Marleix                              | Francia     | Unione UDF-RPR (Raggruppamento per la Repubblica)                          | ADE    |
| António Marques Mendes                     | Portogallo  | Partito Social Democratico                                                 | LDR    |
| David Martin                               | Regno Unito | Partito Laburista                                                          | SOC    |
| Simone M.M. Martin                         | Francia     | Unione UDF-RPR (Partito Repubblicano)                                      | LDR    |
| Vincenzo Mattina                           | Italia      | Partito Socialista Italiano                                                | SOC    |
| Sylvie Mayer                               | Francia     | Partito Comunista Francese                                                 | CG     |
| John Joseph Mccartin                       | Irlanda     | Fine Gael                                                                  | PPE    |
| Henry Bell Mccubbin                        | Regno Unito | Partito Laburista                                                          | SOC    |
| Michael Mcgowan                            | Regno Unito | Partito Laburista                                                          | SOC    |
| Anne Caroline B. Mcintosh                  | Regno Unito | Partito Conservatore                                                       | DE     |
| Hugh R. Mcmahon                            | Regno Unito | Partito Laburista                                                          | SOC    |
| Edward Mcmillan-Scott                      | Regno Unito | Partito Conservatore                                                       | DE     |
| Nora Mebrak-Zaïdi                          | Francia     | Maggioranza di Progresso per l'Europa (Apparentato PS)                     | SOC    |
| Manuel Medina Ortega                       | Spagna      | Partito Socialista Operaio Spagnolo                                        | SOC    |
| Thomas Megahy                              | Regno Unito | Partito Laburista                                                          | SOC    |
| Bruno Mégret                               | Francia     | Fronte Nazionale                                                           | GTDE   |
| Eugenio Melandri                           | Italia      | Democrazia Proletaria                                                      | GV     |
| Mario Melis                                | Italia      | Partito Sardo d'Azione                                                     | ARC    |
| José Mendes Bota                           | Portogallo  | Partito Social Democratico                                                 | LDR    |
| Winfried Menrad                            | Germania    | Unione Cristiano-Democratica di Germania                                   | PPE    |
| Friedrich Merz                             | Germania    | Unione Cristiano-Democratica di Germania                                   | PPE    |
| Alman Metten                               | Paesi Bassi | Partito del Lavoro                                                         | SOC    |
| Alberto Michelini                          | Italia      | Democrazia Cristiana                                                       | PPE    |
| Karl-Heinrich Mihr                         | Germania    | Partito Socialdemocratico di Germania                                      | SOC    |
| Joaquim Miranda                            | Portogallo  | Coalizione Democratica Unitaria (Partito Comunista Portoghese)             | CG     |
| Ana Miranda De Lage                        | Spagna      | Partito Socialista Operaio Spagnolo                                        | SOC    |
| Gérard P.M.J. Monnier-Besombes             | Francia     | I Verdi                                                                    | GV     |
| José María Montero Zabala                  | Spagna      | Herri Batasuna                                                             | NI     |
| James Moorhouse                            | Regno Unito | Partito Conservatore                                                       | DE     |
| Fernando Morán López                       | Spagna      | Partito Socialista Operaio Spagnolo                                        | SOC    |
| Luigi Moretti                              | Italia      | Lega Lombarda                                                              | ARC    |
| Raúl Morodo Leoncio                        | Spagna      | Centro Democratico e Sociale                                               | LDR    |
| David R. Morris                            | Regno Unito | Partito Laburista                                                          | SOC    |
| Giuseppe Mottola                           | Italia      | Democrazia Cristiana                                                       | PPE    |
| Gerd Müller                                | Germania    | Unione Cristiano-Sociale in Baviera                                        | PPE    |
| Werner Münch                               | Germania    | Unione Cristiano-Democratica di Germania                                   | PPE    |
| Hemmo J. Muntingh                          | Paesi Bassi | Partito del Lavoro                                                         | SOC    |
| Cristiana Muscardini                       | Italia      | Movimento Sociale Italiano - Destra Nazionale                              | NI     |
| Pasqualina Napoletano                      | Italia      | Partito Comunista Italiano                                                 | GUE    |
| Giorgio Napolitano                         | Italia      | Partito Comunista Italiano                                                 | GUE    |
| Antonio Navarro                            | Spagna      | Partito Popolare                                                           | PPE    |
| Harald Neubauer                            | Germania    | I Repubblicani                                                             | GTDE   |
| Arthur Stanley Newens                      | Regno Unito | Partito Laburista                                                          | SOC    |
| Edward Newman                              | Regno Unito | Partito Laburista                                                          | SOC    |
| Bill Newton Dunn                           | Regno Unito | Partito Conservatore                                                       | DE     |
| Dimitrios Nianias                          | Grecia      | Rinnovamento Democratico                                                   | ADE    |
| James Nicholson                            | Regno Unito | Partito Unionista dell'Ulster                                              | PPE    |
| Tove Nielsen                               | Danimarca   | Venstre                                                                    | LDR    |
| Jean-Thomas Nordmann                       | Francia     | Unione UDF-RPR (Partito Radicale)                                          | LDR    |
| Achille Occhetto                           | Italia      | Partito Comunista Italiano                                                 | GUE    |
| Christine Margaret Oddy                    | Regno Unito | Partito Laburista                                                          | SOC    |
| The Lord O'Hagan                           | Regno Unito | Partito Conservatore                                                       | DE     |
| Francisco Oliva Garcia                     | Spagna      | Partito Socialista Operaio Spagnolo                                        | SOC    |
| Leyla Onur                                 | Germania    | Partito Socialdemocratico di Germania                                      | SOC    |
| Ria Oomen-Ruijten                          | Paesi Bassi | Appello Cristiano Democratico                                              | PPE    |
| Arie M. Oostlander                         | Paesi Bassi | Appello Cristiano Democratico                                              | PPE    |
| Marcelino Oreja                            | Spagna      | Partito Popolare                                                           | PPE    |
| Leopoldo Ortiz Climent                     | Spagna      | Partito Popolare                                                           | PPE    |
| Pedro Pacheco Herrera                      | Spagna      | Partito Andalusista                                                        | ARC    |
| Doris Pack                                 | Germania    | Unione Cristiano-Democratica di Germania                                   | PPE    |
| Dimitrios Pagoropoulos                     | Grecia      | Movimento Socialista Panellenico                                           | SOC    |
| Ian R.K. Paisley                           | Regno Unito | Partito Unionista Democratico                                              | NI     |
| Marco Pannella                             | Italia      | PLI - PRI - Federalisti (Federalisti)                                      | NI     |
| Mihail Papayannakis                        | Grecia      | Synaspismós                                                                | GUE    |
| Christos Papoutsis                         | Grecia      | Movimento Socialista Panellenico                                           | SOC    |
| Karl Partsch                               | Germania    | Alleanza 90/I Verdi                                                        | GV     |
| Jean-Claude Pasty                          | Francia     | Unione UDF-RPR (Raggruppamento per la Repubblica)                          | ADE    |
| George Benjamin Patterson                  | Regno Unito | Partito Conservatore                                                       | DE     |
| Karla Peijs                                | Paesi Bassi | Appello Cristiano Democratico                                              | PPE    |
| Jean J.M. Penders                          | Paesi Bassi | Appello Cristiano Democratico                                              | PPE    |
| Virgílio Pereira                           | Portogallo  | Partito Social Democratico                                                 | LDR    |
| Fernando Pérez Royo                        | Spagna      | Sinistra Unita                                                             | GUE    |
| Carlos Perreau de Pinninck Doménech        | Spagna      | Raggruppamento Ruiz-Mateos                                                 | NI     |
| Hartmut Perschau                           | Germania    | Unione Cristiano-Democratica di Germania                                   | PPE    |
| Nicole Péry                                | Francia     | Maggioranza di Progresso per l'Europa (Partito Socialista)                 | SOC    |
| Ioannis Pesmazoglou                        | Grecia      | Nuova Democrazia                                                           | PPE    |
| Helwin Peter                               | Germania    | Partito Socialdemocratico di Germania                                      | SOC    |
| Johannes Wilhelm Peters                    | Germania    | Partito Socialdemocratico di Germania                                      | SOC    |
| Dorothee Piermont                          | Germania    | Alleanza 90/I Verdi                                                        | GV     |
| Filippos Pierros                           | Grecia      | Nuova Democrazia                                                           | PPE    |
| Carlos Pimenta                             | Portogallo  | Partito Social Democratico                                                 | LDR    |
| Karel A.H.A.M. Pinxten                     | Belgio      | Partito Popolare Cristiano                                                 | PPE    |
| René-Emile Piquet                          | Francia     | Partito Comunista Francese                                                 | CG     |
| Fritz Pirkl                                | Germania    | Unione Cristiano-Sociale in Baviera                                        | PPE    |
| Ferruccio Pisoni                           | Italia      | Democrazia Cristiana                                                       | PPE    |
| Nino Pisoni                                | Italia      | Democrazia Cristiana                                                       | PPE    |
| Luis Planas Puchades                       | Spagna      | Partito Socialista Operaio Spagnolo                                        | SOC    |
| The Lord Plumb                             | Regno Unito | Partito Conservatore                                                       | DE     |
| Anita Pollack                              | Regno Unito | Partito Laburista                                                          | SOC    |
| Alain Pompidou                             | Francia     | Unione UDF-RPR (Raggruppamento per la Repubblica)                          | ADE    |
| Josep Pons Grau                            | Spagna      | Partito Socialista Operaio Spagnolo                                        | SOC    |
| Giacomo Porrazzini                         | Italia      | Partito Comunista Italiano                                                 | GUE    |
| Manuel Porto                               | Portogallo  | Partito Social Democratico                                                 | LDR    |
| Hans-Gert Pöttering                        | Germania    | Unione Cristiano-Democratica di Germania                                   | PPE    |
| Derek Prag                                 | Regno Unito | Partito Conservatore                                                       | DE     |
| Peter N. Price                             | Regno Unito | Partito Conservatore                                                       | DE     |
| Sir Christopher J. Prout (Lord Kingsland)  | Regno Unito | Partito Conservatore                                                       | DE     |
| Alonso José Puerta                         | Spagna      | Sinistra Unita                                                             | GUE    |
| Eduardo Punset I Casals                    | Spagna      | Centro Democratico e Sociale                                               | LDR    |
| Godelieve Quisthoudt-Rowohl                | Germania    | Unione Cristiano-Democratica di Germania                                   | PPE    |
| Eva-Maria Quistorp                         | Germania    | Alleanza 90/I Verdi                                                        | GV     |
| Jean-Pierre Raffarin                       | Francia     | Unione UDF-RPR (Partito Repubblicano)                                      | LDR    |
| Andrea Raggio                              | Italia      | Partito Comunista Italiano                                                 | GUE    |
| Juan De Dios Ramírez Heredia               | Spagna      | Partito Socialista Operaio Spagnolo                                        | SOC    |
| Christa Randzio-Plath                      | Germania    | Partito Socialdemocratico di Germania                                      | SOC    |
| Giuseppe Rauti                             | Italia      | Movimento Sociale Italiano - Destra Nazionale                              | NI     |
| Patricia E. Rawlings                       | Regno Unito | Partito Conservatore                                                       | DE     |
| Imelda Mary Read                           | Regno Unito | Partito Laburista                                                          | SOC    |
| Viviane Reding                             | Lussemburgo | Partito Popolare Cristiano Sociale                                         | PPE    |
| Tullio Eugenio Regge                       | Italia      | Partito Comunista Italiano                                                 | GUE    |
| Marc Reymann                               | Francia     | Unione UDF-RPR (Centro dei Democratici Sociali)                            | PPE    |
| Günter Rinsche                             | Germania    | Unione Cristiano-Democratica di Germania                                   | PPE    |
| Klaus Riskær Pedersen                      | Danimarca   | Venstre                                                                    | LDR    |
| Carlos Robles Piquer                       | Spagna      | Partito Popolare                                                           | PPE    |
| Joanna Rønn                                | Danimarca   | Socialdemocratici                                                          | SOC    |
| Dieter Rogalla                             | Germania    | Partito Socialdemocratico di Germania                                      | SOC    |
| Georgios Romeos                            | Grecia      | Movimento Socialista Panellenico                                           | SOC    |
| Domènec Romera I Alcàzar                   | Spagna      | Partito Popolare                                                           | PPE    |
| Edoardo Ronchi                             | Italia      | Verdi Arcobaleno                                                           | GV     |
| Frédéric Rosmini                           | Francia     | Maggioranza di Progresso per l'Europa (Partito Socialista)                 | SOC    |
| Giorgio Rossetti                           | Italia      | Partito Comunista Italiano                                                 | GUE    |
| Claudia Roth                               | Germania    | Alleanza 90/I Verdi                                                        | GV     |
| Dagmar Roth-Behrendt                       | Germania    | Partito Socialdemocratico di Germania                                      | SOC    |
| Mechtild Rothe                             | Germania    | Partito Socialdemocratico di Germania                                      | SOC    |
| Willi Rothley                              | Germania    | Partito Socialdemocratico di Germania                                      | SOC    |
| Panayotis Roumeliotis                      | Grecia      | Movimento Socialista Panellenico                                           | SOC    |
| Christian Rovsing                          | Danimarca   | Partito Popolare Conservatore                                              | DE     |
| Xavier Rubert De Ventós                    | Spagna      | Partito Socialista Operaio Spagnolo (Partito dei Socialisti di Catalogna)  | SOC    |
| Mario Giovanni Guerriero Ruffini           | Italia      | Democrazia Cristiana                                                       | PPE    |
| Guadalupe Ruiz-Giménez Aguilar             | Spagna      | Centro Democratico e Sociale                                               | LDR    |
| José María Ruiz-Mateos                     | Spagna      | Raggruppamento Ruiz-Mateos                                                 | NI     |
| Henri Saby                                 | Francia     | Maggioranza di Progresso per l'Europa (Partito Socialista)                 | SOC    |
| Bernhard Sälzer                            | Germania    | Unione Cristiano-Democratica di Germania                                   | PPE    |
| André Sainjon                              | Francia     | Maggioranza di Progresso per l'Europa (Indipendente)                       | SOC    |
| Jannis Sakellariou                         | Germania    | Partito Socialdemocratico di Germania                                      | SOC    |
| Margarida Salema O. Martins                | Portogallo  | Partito Social Democratico                                                 | LDR    |
| Heinke Salisch                             | Germania    | Partito Socialdemocratico di Germania                                      | SOC    |
| Detlev Samland                             | Germania    | Partito Socialdemocratico di Germania                                      | SOC    |
| Ulla Margrethe Sandbæk                     | Danimarca   | Movimento Popolare contro la CE                                            | ARC    |
| Maria Amélia Santos                        | Portogallo  | Coalizione Democratica Unitaria (Partito Ecologista "I Verdi")             | GV     |
| Francisco Javier Sanz Fernández            | Spagna      | Partito Socialista Operaio Spagnolo                                        | SOC    |
| Enrique Sapena Granell                     | Spagna      | Partito Socialista Operaio Spagnolo                                        | SOC    |
| Georgios Saridakis                         | Grecia      | Nuova Democrazia                                                           | PPE    |
| Pavlos Sarlis                              | Grecia      | Nuova Democrazia                                                           | PPE    |
| Gabriele Sboarina                          | Italia      | Democrazia Cristiana                                                       | PPE    |
| Dieter P.A. Schinzel                       | Germania    | Partito Socialdemocratico di Germania                                      | SOC    |
| Emil Schlee                                | Germania    | I Repubblicani                                                             | GTDE   |
| Ursula Schleicher                          | Germania    | Unione Cristiano-Sociale in Baviera                                        | PPE    |
| Gerhard Schmid                             | Germania    | Partito Socialdemocratico di Germania                                      | SOC    |
| Barbara Schmidbauer                        | Germania    | Partito Socialdemocratico di Germania                                      | SOC    |
| Hans-Günter Schodruch                      | Germania    | I Repubblicani                                                             | GTDE   |
| Franz Schönhuber                           | Germania    | I Repubblicani                                                             | GTDE   |
| Léon Schwartzenberg                        | Francia     | Maggioranza di Progresso per l'Europa (Apparentato PS)                     | SOC    |
| Sir James Scott-Hopkins                    | Regno Unito | Partito Conservatore                                                       | DE     |
| Barry H. Seal                              | Regno Unito | Partito Laburista                                                          | SOC    |
| Madron Richard Seligman                    | Regno Unito | Partito Conservatore                                                       | DE     |
| Mateo Sierra Bardají                       | Spagna      | Partito Socialista Operaio Spagnolo                                        | SOC    |
| Max Simeoni                                | Francia     | I Verdi (Unione del Popolo Corso)                                          | ARC    |
| Richard J. Simmonds                        | Regno Unito | Partito Conservatore                                                       | DE     |
| Barbara Simons                             | Germania    | Partito Socialdemocratico di Germania                                      | SOC    |
| Anthony M.H. Simpson                       | Regno Unito | Partito Conservatore                                                       | DE     |
| Brian Simpson                              | Regno Unito | Partito Laburista                                                          | SOC    |
| Joaquín Sisó Cruellas                      | Spagna      | Partito Popolare                                                           | PPE    |
| Alex Smith                                 | Regno Unito | Partito Laburista                                                          | SOC    |
| Llewellyn T. Smith                         | Regno Unito | Partito Laburista                                                          | SOC    |
| Jan Sonneveld                              | Paesi Bassi | Appello Cristiano Democratico                                              | PPE    |
| Roberto Speciale                           | Italia      | Partito Comunista Italiano                                                 | GUE    |
| Tom Spencer                                | Regno Unito | Partito Conservatore                                                       | DE     |
| Francesco Enrico Speroni                   | Italia      | Lega Lombarda                                                              | ARC    |
| Paul M.J. Staes                            | Belgio      | Agalev                                                                     | GV     |
| Ioannis Stamoulis                          | Grecia      | Movimento Socialista Panellenico                                           | SOC    |
| Graf von Franz Ludwig, Schenk Stauffenberg | Germania    | Unione Cristiano-Sociale in Baviera                                        | PPE    |
| Konstantinos Stavrou                       | Grecia      | Nuova Democrazia                                                           | PPE    |
| John C.C. Stevens                          | Regno Unito | Partito Conservatore                                                       | DE     |
| George W. Stevenson                        | Regno Unito | Partito Laburista                                                          | SOC    |
| Kenneth A. Stewart                         | Regno Unito | Partito Laburista                                                          | SOC    |
| Sir Jack Stewart-Clark                     | Regno Unito | Partito Conservatore                                                       | DE     |
| Fernando Suárez González                   | Spagna      | Partito Popolare                                                           | PPE    |
| Marco Taradash                             | Italia      | Lista Antiproibizionista                                                   | GV     |
| Giuseppe Tatarella                         | Italia      | Movimento Sociale Italiano - Destra Nazionale                              | NI     |
| Jacques Tauran                             | Francia     | Fronte Nazionale                                                           | GTDE   |
| Djida Tazdaït                              | Francia     | I Verdi                                                                    | GV     |
| Wilfried Telkämper                         | Germania    | Alleanza 90/I Verdi                                                        | GV     |
| Bernard Thareau                            | Francia     | Maggioranza di Progresso per l'Europa (Partito Socialista)                 | SOC    |
| Diemut Theato                              | Germania    | Unione Cristiano-Democratica di Germania                                   | PPE    |
| Leo C. Tindemans                           | Belgio      | Partito Popolare Cristiano                                                 | PPE    |
| Gary Titley                                | Regno Unito | Partito Laburista                                                          | SOC    |
| The Lord John E. Tomlinson                 | Regno Unito | Partito Laburista                                                          | SOC    |
| Carole Tongue                              | Regno Unito | Partito Laburista                                                          | SOC    |
| Günter Topmann                             | Germania    | Partito Socialdemocratico di Germania                                      | SOC    |
| José Manuel Torres Couto                   | Portogallo  | Partito Socialista                                                         | SOC    |
| Catherine Trautmann                        | Francia     | Maggioranza di Progresso per l'Europa (Partito Socialista)                 | SOC    |
| Renzo Trivelli                             | Italia      | Partito Comunista Italiano                                                 | GUE    |
| Konstantinos Tsimas                        | Grecia      | Movimento Socialista Panellenico                                           | SOC    |
| Amédée E. Turner                           | Regno Unito | Partito Conservatore                                                       | DE     |
| Dick Ukeiwé                                | Francia     | Unione UDF-RPR (Raggruppamento per la Repubblica)                          | ADE    |
| Dacia Valent                               | Italia      | Partito Comunista Italiano                                                 | GUE    |
| José Valverde López                        | Spagna      | Partito Popolare                                                           | PPE    |
| Jaak H.-A. Vandemeulebroucke               | Belgio      | Unione Popolare                                                            | ARC    |
| Leen van der Waal                          | Paesi Bassi | SGP - GPV - RPF (Partito Politico Riformato)                               | NI     |
| Nel van Dijk                               | Paesi Bassi | Sinistra Verde (Partito Comunista dei Paesi Bassi)                         | GV     |
| Marijke van Hemeldonck                     | Belgio      | Partito Socialista Differente                                              | SOC    |
| Lode J.C. Van Outrive                      | Belgio      | Partito Socialista Differente                                              | SOC    |
| Maartje van Putten                         | Paesi Bassi | Partito del Lavoro                                                         | SOC    |
| Wim van Velzen                             | Paesi Bassi | Partito del Lavoro                                                         | SOC    |
| Marie-Claude Vayssade                      | Francia     | Maggioranza di Progresso per l'Europa (Partito Socialista)                 | SOC    |
| José Vázquez Fouz                          | Spagna      | Partito Socialista Operaio Spagnolo                                        | SOC    |
| Luciano Vecchi                             | Italia      | Partito Comunista Italiano                                                 | GUE    |
| Simone Veil                                | Francia     | Centro per l'Europa (Unione per la Democrazia Francese)                    | LDR    |
| Herman A. Verbeek                          | Paesi Bassi | Sinistra Verde (Partito Politico dei Radicali)                             | GV     |
| Josep Verde I Aldea                        | Spagna      | Partito Socialista Operaio Spagnolo (Partito dei Socialisti di Catalogna)  | SOC    |
| Maxime J.M. Verhagen                       | Paesi Bassi | Appello Cristiano Democratico                                              | PPE    |
| Jacques Vernier                            | Francia     | Unione UDF-RPR (Raggruppamento per la Repubblica)                          | ADE    |
| Luigi Vertemati                            | Italia      | Partito Socialista Italiano                                                | SOC    |
| Yves Verwaerde                             | Francia     | Unione UDF-RPR (Partito Repubblicano)                                      | LDR    |
| Bruno Visentini                            | Italia      | PLI - PRI - Federalisti (Partito Repubblicano Italiano)                    | LDR    |
| Ben Visser                                 | Paesi Bassi | Partito del Lavoro                                                         | SOC    |
| Kurt Vittinghoff                           | Germania    | Partito Socialdemocratico di Germania                                      | SOC    |
| Manfred Vohrer                             | Germania    | Partito Liberale Democratico                                               | LDR    |
| Mechthild von Alemann                      | Germania    | Partito Liberale Democratico                                               | LDR    |
| Thomas von der Vring                       | Germania    | Partito Socialdemocratico di Germania                                      | SOC    |
| Otto von Habsburg                          | Germania    | Unione Cristiano-Sociale in Baviera                                        | PPE    |
| Rüdiger von Wechmar                        | Germania    | Partito Liberale Democratico                                               | LDR    |
| Karl von Wogau                             | Germania    | Unione Cristiano-Democratica di Germania                                   | PPE    |
| Antoine Waechter                           | Francia     | I Verdi                                                                    | GV     |
| Gerd Walter                                | Germania    | Partito Socialdemocratico di Germania                                      | SOC    |
| Beate Weber                                | Germania    | Partito Socialdemocratico di Germania                                      | SOC    |
| Michael J. Welsh                           | Regno Unito | Partito Conservatore                                                       | DE     |
| Norman West                                | Regno Unito | Partito Laburista                                                          | SOC    |
| Klaus H.W. Wettig                          | Germania    | Partito Socialdemocratico di Germania                                      | SOC    |
| Ian White                                  | Regno Unito | Partito Laburista                                                          | SOC    |
| Florus A. Wijsenbeek                       | Paesi Bassi | Partito Popolare per la Libertà e la Democrazia                            | LDR    |
| Anthony Joseph (Joe) Wilson                | Regno Unito | Partito Laburista                                                          | SOC    |
| Eisso P. Woltjer                           | Paesi Bassi | Partito del Lavoro                                                         | SOC    |
| Francis Wurtz                              | Francia     | Partito Comunista Francese                                                 | CG     |
| Terence Wynn                               | Regno Unito | Partito Laburista                                                          | SOC    |
| Axel N. Zarges                             | Germania    | Unione Cristiano-Democratica di Germania                                   | PPE    |
| Adrien G.H. Zeller                         | Francia     | Centro per l'Europa (Centro dei Democratici Sociali)                       | PPE    |

## Modifiche intervenute

### Europarlamentari uscenti e subentranti
| Uscente                                    | Entrante                       | Stato       | Lista                                                          | Gruppo | Data       |
| ------------------------------------------ | ------------------------------ | ----------- | -------------------------------------------------------------- | ------ | ---------- |
| Edoardo Ronchi                             | Francesco Corleone             | Italia      | Verdi Arcobaleno                                               | GV     | 27.07.1989 |
| Claude Autant-Lara                         | Jean-Claude Martinez           | Francia     | Fronte Nazionale                                               | GTDE   | 05.09.1989 |
| Alain Juppé                                | François Musso                 | Francia     | Unione UDF-RPR (Raggruppamento per la Repubblica)              | ADE    | 16.10.1989 |
| Francesco Corleone                         | Virginio Bettini               | Italia      | Verdi Arcobaleno                                               | GV     | 26.10.1989 |
| Giuseppe Tatarella                         | Antonio Mazzone                | Italia      | Movimento Sociale Italiano - Destra Nazionale                  | NI     | 26.10.1989 |
| Alain Madelin                              | Louis Lauga                    | Francia     | Unione UDF-RPR (Raggruppamento per la Repubblica)              | ADE    | 04.11.1989 |
| Michèle Barzach                            | Aymeri De Montesquiou Fezensac | Francia     | Unione UDF-RPR (Partito Radicale)                              | LDR    | 04.11.1989 |
| Pieter Dankert                             | Annemarie Goedmakers           | Paesi Bassi | Partito del Lavoro                                             | SOC    | 16.11.1989 |
| Hanja Maij-Weggen                          | Bartho Pronk                   | Paesi Bassi | Appello Cristiano Democratico                                  | PPE    | 16.11.1989 |
| Hedy d'Ancona                              | Mathilde van den Brink         | Paesi Bassi | Partito del Lavoro                                             | SOC    | 16.11.1989 |
| José Ramón Caso Garcia                     | José Antonio Escudero          | Spagna      | Centro Democratico e Sociale                                   | LDR    | 22.11.1989 |
| Claude Allègre                             | Michel Hervé                   | Francia     | Maggioranza di Progresso per l'Europa (Partito Socialista)     | SOC    | 26.11.1989 |
| Axel N. Zarges                             | Ursula Braun-Moser             | Germania    | Unione Cristiano-Democratica di Germania                       | PPE    | 15.01.1990 |
| Marietta Giannakou                         | Menelaos Hadjigeorgiou         | Grecia      | Nuova Democrazia                                               | PPE    | 25.04.1990 |
| Efthymios Christodoulou                    | Georgios Zavvos                | Grecia      | Nuova Democrazia                                               | PPE    | 25.04.1990 |
| Colette Flesch                             | Lydie Polfer                   | Lussemburgo | Partito Democratico                                            | LDR    | 12.06.1990 |
| Pedro Pacheco Herrera                      | Diego De Los Santos López      | Spagna      | Partito Andalusista                                            | ARC    | 30.07.1990 |
| José María Montero Zabala                  | Karmelo Landa Mendibe          | Spagna      | Herri Batasuna                                                 | NI     | 06.09.1990 |
| Francisco Oliva Garcia                     | José Manuel Duarte Cendán      | Spagna      | Partito Socialista Operaio Spagnolo                            | SOC    | 10.09.1990 |
| Mario Giovanni Guerriero Ruffini           | Eolo Parodi                    | Italia      | Democrazia Cristiana                                           | PPE    | 27.09.1990 |
| Robert Ernest Krieps                       | Marcel Schlechter              | Lussemburgo | Partito Operaio Socialista Lussemburghese                      | SOC    | 09.10.1990 |
| Carlos Carvalhas                           | Sérgio Ribeiro                 | Portogallo  | Coalizione Democratica Unitaria (Partito Comunista Portoghese) | CG     | 22.10.1990 |
| Werner Münch                               | Brigitte Langenhagen           | Germania    | Unione Cristiano-Democratica di Germania                       | PPE    | 25.11.1990 |
| Beate Weber                                | Annemarie Kuhn                 | Germania    | Partito Socialdemocratico di Germania                          | SOC    | 22.12.1990 |
| Juan Carlos Garaikoetxea Urriza            | Heribert Barrera I Costa       | Spagna      | Per l'Europa dei Popoli (Sinistra Repubblicana di Catalogna)   | ARC    | 21.03.1991 |
| Giovanni Goria                             | Agostino Mantovani             | Italia      | Democrazia Cristiana                                           | PPE    | 23.04.1991 |
| Hartmut Perschau                           | Georg Jarzembowski             | Germania    | Unione Cristiano-Democratica di Germania                       | PPE    | 05.09.1991 |
| Pío Cabanillas Gallas                      | José María Lafuente López      | Spagna      | Partito Popolare                                               | PPE    | 18.10.1991 |
| Solange Fernex                             | Dominique Voynet               | Francia     | I Verdi                                                        | GV     | 13.11.1991 |
| Gérard Monnier-Besombes                    | Gérard Onesta                  | Francia     | I Verdi                                                        | GV     | 05.12.1991 |
| Didier Anger                               | Bruno Boissière                | Francia     | I Verdi                                                        | GV     | 11.12.1991 |
| Marie-Christine Aulas                      | Renée Conan                    | Francia     | I Verdi                                                        | GV     | 11.12.1991 |
| Claire Joanny                              | Marguerite-Marie Dinguirard    | Francia     | I Verdi                                                        | GV     | 11.12.1991 |
| Dominique Voynet                           | Marie-Anne Isler-Béguin        | Francia     | I Verdi                                                        | GV     | 11.12.1991 |
| Yves Cochet                                | Jean-Pierre Raffin             | Francia     | I Verdi                                                        | GV     | 11.12.1991 |
| François-Xavier G.M.J.C.H. de Donnea       | Anne André-Léonard             | Belgio      | Partito Riformatore Liberale                                   | LDR    | 17.12.1991 |
| Elio Di Rupo                               | Claude A.F. Delcroix           | Belgio      | Partito Socialista                                             | SOC    | 17.12.1991 |
| Karel A.H.A.M. Pinxten                     | Marianne Thyssen               | Belgio      | Partito Popolare Cristiano                                     | PPE    | 17.12.1991 |
| José Barros Moura                          | Rogério Brito                  | Portogallo  | Coalizione Democratica Unitaria (Partito Comunista Portoghese) | CG     | 19.12.1991 |
| Antoine Waechter                           | Yves Frémion                   | Francia     | I Verdi                                                        | GV     | 20.12.1991 |
| Proinsias De Rossa                         | Des Geraghty                   | Irlanda     | Partito dei Lavoratori                                         | GUE    | 18.02.1992 |
| Salvo Lima                                 | Aldo De Matteo                 | Italia      | Democrazia Cristiana                                           | PPE    | 17.03.1992 |
| Giorgio La Malfa                           | Elda Pucci                     | Italia      | PLI - PRI - Federalisti (Partito Repubblicano Italiano)        | LDR    | 24.03.1992 |
| Laurent Fabius                             | Bernard Frimat                 | Francia     | Maggioranza di Progresso per l'Europa (Partito Socialista)     | SOC    | 03.04.1992 |
| Adrien Zeller                              | Michel Debatisse               | Francia     | Centro per l'Europa (Centro dei Democratici Sociali)           | PPE    | 06.04.1992 |
| Gerd Walter                                | Willi Piecyk                   | Germania    | Partito Socialdemocratico di Germania                          | SOC    | 11.05.1992 |
| Bettino Craxi                              | Mario Didò                     | Italia      | Partito Socialista Italiano                                    | SOC    | 13.05.1992 |
| Gianfranco Fini                            | Pietro Mitolo                  | Italia      | Movimento Sociale Italiano - Destra Nazionale                  | NI     | 25.05.1992 |
| Giorgio Napolitano                         | Gaetano Cingari                | Italia      | Partito Comunista Italiano                                     | GUE    | 15.06.1992 |
| Renée Conan                                | Aline Archimbaud               | Francia     | I Verdi                                                        | GV     | 06.07.1992 |
| Juan Antonio Gangoiti Llaguno              | Isidoro Sánchez García         | Spagna      | Coalizione Nazionalista (Coalizione Canaria)                   | PPE    | 08.07.1992 |
| Yvon Briant                                | André Soulier                  | Francia     | Unione UDF-RPR (Partito Repubblicano)                          | LDR    | 17.08.1992 |
| Jean-Louis Borloo                          | François Froment-Meurice       | Francia     | Centro per l'Europa (Centro dei Democratici Sociali)           | PPE    | 05.09.1992 |
| Emilio Colombo                             | Francesco Lamanna              | Italia      | Democrazia Cristiana                                           | PPE    | 07.09.1992 |
| Arturo Juan Escuder Croft                  | Íñigo Méndez De Vigo           | Spagna      | Partito Popolare                                               | PPE    | 19.10.1992 |
| Graf von Franz Ludwig, Schenk Stauffenberg | Günther Müller                 | Germania    | Unione Cristiano-Sociale in Baviera                            | PPE    | 04.12.1992 |
| Fernando Pérez Royo                        | Laura González Álvarez         | Spagna      | Sinistra Unita                                                 | NI     | 12.01.1993 |
| Fernando Manuel Santos Gomes               | José Apolinário                | Portogallo  | Partito Socialista                                             | SOC    | 25.01.1993 |
| Philippe Douste-Blazy                      | Robert Delorozoy               | Francia     | Centro per l'Europa (Partito Repubblicano)                     | LDR    | 31.03.1993 |
| Michèle Alliot-Marie                       | André Fourçans                 | Francia     | Unione UDF-RPR (Unione per la Democrazia Francese)             | PPE    | 31.03.1993 |
| Alain Lamassoure                           | Guy Jean Guermeur              | Francia     | Unione UDF-RPR (Raggruppamento per la Repubblica)              | ADE    | 31.03.1993 |
| Simone Veil                                | Jean-Marie Vanlerenberghe      | Francia     | Centro per l'Europa (Centro dei Democratici Sociali)           | PPE    | 31.03.1993 |
| Charles Baur                               | Michel Pinton                  | Francia     | Unione UDF-RPR (Unione per la Democrazia Francese)             | NI     | 16.04.1993 |
| Claude Malhuret                            | Raymond Chesa                  | Francia     | Unione UDF-RPR (Raggruppamento per la Repubblica)              | ADE    | 17.04.1993 |
| Jacques Vernier                            | Charles de Gaulle              | Francia     | Unione UDF-RPR (Unione per la Democrazia Francese)             | LDR    | 17.04.1993 |
| Aymeri de Montesquiou                      | Georges De Brémond d'Ars       | Francia     | Unione UDF-RPR (Unione per la Democrazia Francese)             | PPE    | 18.04.1993 |
| Roberto Formigoni                          | Maria Teresa Coppo Gavazzi     | Italia      | Democrazia Cristiana                                           | PPE    | 18.05.1993 |
| Valéry Giscard d'Estaing                   | Jean-Paul Heider               | Francia     | Unione UDF-RPR (Raggruppamento per la Repubblica)              | ADE    | 10.06.1993 |
| Alain Marleix                              | Janine Cayet                   | Francia     | Unione UDF-RPR (Unione per la Democrazia Francese)             | LDR    | 18.06.1993 |
| Marcelino Oreja                            | José Javier Pomés Ruiz         | Spagna      | Partito Popolare                                               | PPE    | 30.06.1993 |
| Reinhold L. Bocklet                        | Edgar Josef Schiedermeier      | Germania    | Unione Cristiano-Sociale in Baviera                            | PPE    | 05.07.1993 |
| Leopoldo Ortiz Climent                     | Javier Areitio Toledo          | Spagna      | Partito Popolare                                               | PPE    | 13.07.1993 |
| Isidoro Sánchez García                     | José Domingo Posada González   | Spagna      | Coalizione Nazionalista (Coalizione Galiziana)                 | ARC    | 15.07.1993 |
| Fritz Pirkl                                | Maren Günther                  | Germania    | Unione Cristiano-Sociale in Baviera                            | PPE    | 31.08.1993 |
| Georgios Romeos                            | Emmanouil Karellis             | Grecia      | Movimento Socialista Panellenico                               | SOC    | 21.10.1993 |
| Rogério Brito                              | José Barata Moura              | Portogallo  | Coalizione Democratica Unitaria (Partito Comunista Portoghese) | CG     | 27.10.1993 |
| Günther Müller                             | Jürgen Brand                   | Germania    | Unione Cristiano-Sociale in Baviera                            | PPE    | 16.11.1993 |
| Dionysios Livanos                          | Georgios Raftopoulos           | Grecia      | Movimento Socialista Panellenico                               | SOC    | 25.11.1993 |
| Bernhard Sälzer                            | Helga Haller von Hallerstein   | Germania    | Unione Cristiano-Democratica di Germania                       | PPE    | 27.12.1993 |
| Virgílio Pereira                           | Carlos Coelho                  | Portogallo  | Partito Social Democratico                                     | LDR    | 11.01.1994 |
| Luis Planas Puchades                       | Anna Terrón I Cusí             | Spagna      | Partito Socialista Operaio Spagnolo                            | SOC    | 18.01.1994 |
| Maxime Gremetz                             | Jean Querbes                   | Francia     | Partito Comunista Francese                                     | CG     | 12.02.1994 |
| Barry Desmond                              | Bernie Malone                  | Irlanda     | Partito Laburista                                              | SOC    | 18.02.1994 |
| Erhard V. Jakobsen                         | Arne Melchior                  | Danimarca   | Democratici di Centro                                          | PPE    | 01.03.1994 |
| Lorenzo De Vitto                           | Vito Napoli                    | Italia      | Democrazia Cristiana                                           | PPE    | 29.04.1994 |
| Gaetano Cingari                            | Andrea Carmine De Simone       | Italia      | Partito Comunista Italiano                                     | GUE    | 19.05.1994 |
| Francesco Speroni                          | Gipo Farassino                 | Italia      | Lega Lombarda                                                  | NI     | 19.05.1994 |
| Giuliano Ferrara                           | Gabriele Panizzi               | Italia      | Partito Socialista Italiano                                    | SOC    | 19.05.1994 |